# Hermes Desio
Hermes Aldo Desio (Rosario, 20 gennaio 1970) è un ex calciatore argentino, di ruolo centrocampista.

## Carriera

### Club
La sua prima squadra professionistica fu l'Independiente dove giocò per quattro stagioni.
Nel 1994 si trasferisce in Spagna dove milita per due anni nel Celta Vigo. Nel 1996 passa per un anno al Salamanca.
Nel 1997 si trasferisce al Deportivo Alavés, di cui diventa presto perno del centrocampo.
Nel 2000-2001 è uno dei protagonisti della stagione della squadra basca, che raggiunse sorprendentemente la finale di Coppa UEFA.
La finale si giocò al Westfalenstadion di Dortmund, in Germania, l'Alavés giocò contro gli inglesi del Liverpool. Alla fine del tempo regolamentare le due squadre erano in parità, avendo raggiunto un combattuto risultato di 4-4. Così si andò ai tempi supplementari e la vittoria inglese 5-4 si decise con il golden gol.
Desio chiuse la carriera proprio all'Alavés nel 2003, quando la squadra arrivò penultima e retrocesse in Segunda División.